# Белавтодор
Холдинг «Белавтодор» — группа строительных и промышленных компаний Беларуси, занимающая лидирующие позиции на рынке комплексного строительства, реконструкции и капитального ремонта объектов транспортной инфраструктуры. Он также производит дорожно-строительную технику, дорожно-строительные материалы, железобетон, сталь и другую продукцию для строительства дорог и мостов.

## История
В 2001 году после ликвидации Комитета автомобильных дорог Министерства транспорта и коммуникаций было создано управление «Белавтодор». Основными задачами компании являются разработка и реализация дорожной политики, направленной на рациональное развитие и улучшение технического состояния дорожной сети общего пользования, удовлетворение потребностей экономики и населения в дорожных услугах, создание условий для развития дорожного движения.
В июле 2013 года был создан холдинг «Белавтодор». Холдинг объединил компании в сфере дорожного строительства и транспортного хозяйства.
В октябре 2015 года холдинг «Белавтодор» был передан из подчинения Министерства транспорта и коммуникаций в подчинение Государственного комитета по имуществу Республики Беларусь.
В январе 2017 году было создано ОАО «Управляющая компания холдинга „Белавтодор“» путем преобразования республиканского унитарного предприятия «Управляющая компания холдинга «Белавтодор»».
В 2020 году Белавтодар стал первой компанией с государственной долей в уставном капитале, акции которой допущены к торгам на Белорусской валютно-фондовой бирже.

## Структура
В холдинг «Белавтодор» входят 13 дорожно-строительных, мостостроительных, промышленных и транспортных компаний.

## Руководство
Органами управления ОАО «Управляющая компания холдинга «Белавтодор»» являются общее собрание акционеров, наблюдательный совет и исполнительный орган - генеральный директор.

### Руководители
- Александр Васильевич Минин[4] (2002 -?)
- Юрий Станиславович Масюк